# Hans Klee

Hans Klee mit seiner Tochter Mathilde, Schwiegertochter Lily, Enkel Felix und Ehefrau Ida Klee (Bern 1908)

Hans Wilhelm Klee (* 1849; † 1940) war ein deutscher Musiker, Musiklehrer und Autor. Er war der Vater des Malers Paul Klee.

## Leben
Hans Wilhelm Klee stammt aus Tann. Er kam 1849 als Sohn des Oberschreibers und Rendanten Johann Peter Klee und Elise, geb. Göbel zur Welt. Zunächst absolvierte er eine Lehrerausbildung und studierte dann Gesang, Klavier und Violine am Konservatorium Stuttgart.
Klee war von 1877 bis 1887 als Musikdirektor in Altstätten tätig und von 1889 bis 1899 als Dirigent des Männerchors Bern. Er unterrichtete bis 1931 als Gesanglehrer am Staatlichen Berner Lehrerseminar in Hofwil. Daneben wirkte Klee als Komponist, so schuf er unter anderem eine Reihe von Männerchören für das Programm des Männerchors Bern. Er war auch Autor einiger Bücher u. a. zu biblischen Versen.
Klee heiratete 1875 die Schweizerin Marie Ida Klee, geb. Frick (1855–1921). Er hatte sie am Stuttgarter Konservatorium kennengelernt, wo sie eine Ausbildung zur Sängerin absolvierte. Diesen Beruf konnte seine Frau aber aus gesundheitlichen Gründen nicht ausüben, sie war ab ca. 1900 gelähmt. Das Paar hatte eine Tochter und einen jüngeren Sohn, den Maler Paul Klee. Hans Klee stand der künstlerischen Laufbahn seines Sohnes, die er anfangs zu verhindern suchte, auch noch trotz eintretender Erfolge kritisch gegenüber und äußerte mehrfach, er verstehe dessen Kunst nicht.

## Werke (Auswahl)
- Ruth, die Bibel nacherzählt in gebundener Rede. Bern 1921.
- Der Psalter. Bern 1925.
- Aus dem Prediger – Biblische Dichtung in deutscher Sprache. Bern 1926.
- Der Buchstabe e in seiner Lautbedeutung – Beiträge zur Pflege eines natürlich guten Schriftdeutsch. Bern 1928.